# 粗齿阔羽贯众
粗齿阔羽贯众（学名：Cyrtomium yamamotoi var. intermedium）为鳞毛蕨科贯众属下的一个变种。

## 扩展阅读
- 維基物種上的相關：粗齿阔羽贯众